# FA Cup 1968-1969
La FA Cup 1968-69 è stata l'ottantottesima edizione della competizione calcistica più antica del mondo.

## Prima fase

### Quinto turno
|                 | Risultato |                 | Ripetizione |  |
| --------------- | --------- | --------------- | ----------- |  |
| Blackburn       | 1 - 4     | Manchester City |             |  |
| West Bromwich   | 1 - 0     | Arsenal         |             |  |
| Everton         | 1 - 0     | Bristol Rovers  |             |  |
| Leicester City  | 1 - 1     | Liverpool       | 1 - 0       |  |
| Tottenham       | 3 - 2     | Aston Villa     |             |  |
| Chelsea         | 3 - 2     | Stoke City      |             |  |
| Mansfield Town  | 3 - 0     | West Ham Utd    |             |  |
| Birmingham City | 2 - 2     | Manchester Utd  | 2 - 6       |  |

## Fase finale

### Quarti di finale
|                 | Risultato |                |  |
| --------------- | --------- | -------------- |  |
| Mansfield Town  | 0 - 1     | Leicester City |  |
| Manchester City | 1 - 0     | Tottenham      |  |
| Chelsea         | 1 - 2     | West Bromwich  |  |
| Manchester Utd  | 0 - 1     | Everton        |  |

### Semifinali
|                 | Risultato |               |  |
| --------------- | --------- | ------------- |  |
| Leicester City  | 1 - 0     | West Bromwich |  |
| Manchester City | 1 - 0     | Everton       |  |

### Finale
| Arbitro: | George McCabe |

|           |           |  |
| Young 24’ | Marcatori |  |

#### Tabellino
| Manchester City |    |                |  |
|                 |    |                |  |
| P               | 1  | Harry Dowd     |  |
| D               | 2  | Tony Book (c)  |  |
| D               | 3  | Glyn Pardoe    |  |
| C               | 4  | Mike Doyle     |  |
| D               | 5  | Tommy Booth    |  |
| D               | 6  | Alan Oakes     |  |
| C               | 7  | Mike Summerbee |  |
| C               | 8  | Colin Bell     |  |
| A               | 9  | Francis Lee    |  |
| A               | 10 | Neil Young     |  |
| C               | 11 | Tony Coleman   |  |
| Allenatore:     |    |                |  |
| Joe Mercer      |    |                |  |

| Leicester City  |    |                 |  |
|                 |    |                 |  |
| P               | 1  | Peter Shilton   |  |
| D               | 2  | Peter Rodrigues |  |
| D               | 3  | David Nish (c)  |  |
| C               | 4  | Bobby Roberts   |  |
| D               | 5  | Alan Woollett   |  |
| D               | 6  | Graham Cross    |  |
| C               | 7  | Rodney Fern     |  |
| C               | 8  | Dave Gibson     |  |
| A               | 9  | Andy Lockhead   |  |
| A               | 10 | Allan Clarke    |  |
| C               | 11 | Len Glover      |  |
| Sostituzioni:   |    |                 |  |
| D               | 12 | Malcolm Manley  |  |
| Allenatore:     |    |                 |  |
| Frank O'Farrell |    |                 |  |